# Mädchen Amick
Mädchen E. Amick (Sparks, 12 de dezembro de 1970) é uma atriz americana. Ela tornou-se conhecida pelo papel de Shelly Johnson na cultuada série de televisão Twin Peaks (1990-91, 2017) e no filme prequela Twin Peaks: Fire Walk with Me.
Protagonizou os filmes I'm Dangerous Tonight, Sleepwalkers, Dream Lover e The Rats. Faz parte do elenco regular de Central Park West, Fantasy Island 1998, Freddie, My Own Worst Enemy, Witches of East End e Riverdale.

## Início da vida e carreira
Mädchen nasceu em Sparks, Nevada, algumas milhas de Reno, filha de Judy, uma gerente de escritório médico, e Bill Amick, um músico. Seus pais são parcialmente alemães. O nome Mädchen (em alemão pronunciado [ˈmɛːtçən] (escutarⓘ)) que significa "menina" ou "donzela" em alemão, foi escolhido por seus pais porque eles queriam um nome incomum. Ela também é descendente de noruegueses, suecos, ingleses e irlandeses. Em 1973, quando tinha um pouco mais de dois anos de idade, seus pais se divorciaram e sua mãe casou-se novamente com um músico. Com a influência de seu padrasto, começou aulas de música em 1974, aos três anos de idade. Em 1986, aprendeu a tocar piano, baixo, violino e violão. Ela também trabalhou com pintura a óleo e teve aulas de sapateado, jazz, balé e dança moderna. Aos dezesseis anos, com a aprovação de seus pais, abandonou a Robert McQueen High School e se mudou para Los Angeles para prosseguir atuando. Ela imediatamente encontrou trabalho na modelagem e dança, e apareceu em videoclipes de  Julio Iglesias, Dweezil Zappa e Rick Astley. Em 1989, aos dezenove anos, conseguiu seu primeiro trabalho de atriz na série de televisão Star Trek: The Next Generation, onde fez uma alienígena que muda de forma em um episódio com Wil Wheaton.

## Vida pessoal
É casada com o compositor e produtor David Alexis desde 1992. Eles têm um filho, Sylvester Time Amick-Alexis, e uma filha, Mina Tobias Amick-Alexis.  Sylvester Time é um músico e Mina Tobias é uma cantora.
Sylvester Time foi diagnosticado com Transtorno bipolar quando jovem adulto. Em 2015, Mädchen participou da Psych Week, uma série de documentários exibidos anualmente em maio pelo Discovery Life para o mês da consciência da saúde mental. Os desafios enfrentados a inspirou em ser uma defensora da Bring Change 2 Mind e porta-voz honorária para Psych Week.

## Filmografia

### Televisão
| Ano       | Título                         | Personagem                 | Notas                                                                                          |
| --------- | ------------------------------ | -------------------------- | ---------------------------------------------------------------------------------------------- |
| 2017      | Twin Peaks                     | Shelly Johnson             |                                                                                                |
| 2017-2023 | Riverdale                      | Alice Cooper / Alice Smith | Regular                                                                                        |
| 2016      | Love                           | TBA                        | TBA                                                                                            |
| 2015      | American Horror Story: Hotel   | Senhora Ellison            | Episódios 2, 3 e 5                                                                             |
| 2013–2014 | Witches of East End            | Wendy Beauchamp            | Elenco principal                                                                               |
| 2013–2014 | Longmire                       | Deena                      | Episódios 5 e 7, Temporada 2 Episódio 6, Temporada 3                                           |
| 2012      | Beauty & the Beast             | Lois Whitworth             | Episódio 4, Temporada 1                                                                        |
| 2012      | Political Animals              | Mindy Meyers               | Episódio 4                                                                                     |
| 2012      | Drop Dead Diva                 | Gina Blunt                 | Episódios 7 e 8, Temporada 4                                                                   |
| 2012      | Ringer                         | Greer Sheridan             | Episódios 11 e 22                                                                              |
| 2012      | Mad Men                        | Andrea Rhodes              | Episódio 4, Temporada 5                                                                        |
| 2012      | In Plain Sight                 | Susan Campbell             | Episódio 2, Temporada 5                                                                        |
| 2012      | Psych                          | Jacqueline Medeiros        | Episódio 10, Temporada 6                                                                       |
| 2011      | White Collar                   | Selena Thomas              | Episódio 5, Temporada 3                                                                        |
| 2010      | CSI: NY                        | Aubrey Hunter              | Episódios 17, 18 e 21, Temporada 6                                                             |
| 2010      | Damages                        | Danielle Marchetti         | Episódios 2, 3, 4, 5, 8 e 11, Temporada 3                                                      |
| 2008      | My Own Worst Enemy             | Angelica 'Angie' Spivey    | Elenco principal                                                                               |
| 2008      | Californication                | Janie Jones                | Episódios 6, 7, 8, 9 e 11, Temporada 2                                                         |
| 2008      | Gossip Girl                    | Duquesa Catherine Beaton   | Episódios 1, 2, 3 e 4, Temporada 2                                                             |
| 2008      | Shark                          | Gina Romero                | Episódio 15, Temporada 2                                                                       |
| 2007      | Viva Laughlin                  | Natalie Holden             | Episódios 1, 2 e 7                                                                             |
| 2006–2007 | Desaparecido                   | Vivian Guttman             | Episódios 4, 5, 8 e 10                                                                         |
| 2006      | Law & Order                    | Alissa Goodwyn             | Episódio 3, Temporada 17                                                                       |
| 2005–2006 | Freddie                        | Allison                    | Elenco principal                                                                               |
| 2005      | Joey                           | Sara                       | Episódios 20, 21, 22, 23 e 24, Temporada 1                                                     |
| 2005      | Jake in Progress               | Kylie                      | Episódios 1 e 11, Temporada 1                                                                  |
| 2004–2005 | ER                             | Wendall Meade              | Episódios 4, 5, 7, 8, 9, 10, 11, 13, 15 e 18, Temporada 11                                     |
| 2003      | Ed                             | Celeste 'CeCe' Royce       | Episódio 11, Temporada 4                                                                       |
| 2003      | Wild Card                      | Crystal Stevenson          | Episódio 12, Temporada 1                                                                       |
| 2003      | Queens Supreme                 | Lisa Salinger              | Episódio 10                                                                                    |
| 2002–2003 | Gilmore Girls                  | Sherry Tinsdale            | Episódio 14, Temporada 2 Episódios 6 e 13, Temporada 3                                         |
| 1999      | Dawson's Creek                 | Nicole Kennedy             | Episódios 17, 18 e 20, Temporada 2                                                             |
| 1998–1999 | Fantasy Island                 | Ariel                      | Elenco principal                                                                               |
| 1995      | Fallen Angels                  | Sra. Cordell               | Episódio 1, Temporada 2                                                                        |
| 1995–1996 | Central Park West              | Carrie Fairchild           | Elenco principal                                                                               |
| 1990–1991 | Twin Peaks                     | Shelly Johnson             | Elenco principal Nomeada - Soap Opera Digest Awards de Melhor Atriz Coadjuvante: Horário Nobre |
| 1989      | Baywatch                       | Laurie Harris              | Episódio 0, Temporada 1                                                                        |
| 1989      | Star Trek: The Next Generation | Adolescente - Anya         | Episódio 10, Temporada 2                                                                       |

### Cinema
| Ano  | Título                                  | Personagem          | Notas                                              |
| ---- | --------------------------------------- | ------------------- | -------------------------------------------------- |
| 2014 | Twin Peaks: The Missing Pieces          | Shelly Johnson      | Cenas deletadas de Twin Peaks: Fire Walk with Me   |
| 2011 | Metro                                   | Mary McCarthy       | Telefilme                                          |
| 2011 | Padre                                   | Shannon Mace        |                                                    |
| 2010 | Pleading Guilty                         | Brushy              | Telefilme                                          |
| 2010 | Unanswered Prayers                      | Ava Andersson       | Telefilme                                          |
| 2009 | The Law                                 | Liz                 | Telefilme                                          |
| 2008 | The Verdict                             | Christine           | Telefilme                                          |
| 2005 | Four Corners of Suburbia                | Rachel Samson       |                                                    |
| 2005 | Lies and Deception                      | Jean Brooks         | Telefilme                                          |
| 2002 | Global Effect                           | Dr. Sera Levitt     |                                                    |
| 2002 | The Rats                                | Susan Costello      | Telefilme                                          |
| 2001 | Scenes of the Crime                     | Carmen              |                                                    |
| 2001 | Face to Face                            | Jamie               |                                                    |
| 2001 | Hangman                                 | Samantha Clark      | Telefilme                                          |
| 2000 | The List                                | Gabrielle Mitchell  |                                                    |
| 1999 | Mr. Rock 'n' Roll: The Alan Freed Story | Jackie McCoy        | Telefilme                                          |
| 1999 | The Hunted                              | Samantha Clark      | Telefilme                                          |
| 1998 | Bombshell                               | Angeline            |                                                    |
| 1997 | Heartless                               | Ann 'Annie' O'Keefe |                                                    |
| 1997 | Wounded                                 | Julie Clayton       |                                                    |
| 1996 | Twist of Fate                           | Rachel Dwyer        |                                                    |
| 1995 | The Courtyard                           | Lauren              | Telefilme                                          |
| 1995 | French Exit                             | Zina                |                                                    |
| 1994 | Trapped in Paradise                     | Sarah Collins       |                                                    |
| 1993 | Love, Cheat & Steal                     | Lauren Harrington   |                                                    |
| 1993 | Dream Lover                             | Lena Mathers        | Nomeada - Prêmio Saturno de Melhor Atriz em cinema |
| 1992 | Twin Peaks: Fire Walk with Me           | Shelly Johnson      |                                                    |
| 1992 | Sleepwalkers                            | Tanya Robertson     |                                                    |
| 1991 | The Borrower                            | Megan               |                                                    |
| 1991 | For the Very First Time                 | Rhonda              | Telefilme                                          |
| 1990 | Don't Tell Her It's Me                  | Mandy               |                                                    |
| 1990 | I'm Dangerous Tonight                   | Amy                 | Telefilme                                          |
| 1990 | Jury Duty: The Comedy                   | Miss Doddsworth     | Telefilme                                          |